# Armand Bénédic
Armand Bénédic (n. 26 august 1875, Paris, Île-de-France, Franța – d. 20 octombrie 1962, Paris, Région parisienne, Franța) a fost un jucător de curl ce a reprezentat Franța, medaliat olimpic. A participat la o ediție a Jocurilor Olimpice (1924) în care a câștigat o medalie de bronz.

## Participări
Lista de mai jos prezintă principalele competiții la care a participat Armand Bénédic de-a lungul carierei.
- Curling la Jocurile Olimpice de iarnă din 1924